# 263 км (блокпост)
Колійний пост 263 км — колійний пост Львівської залізниці. Розташований на лінії Самбір — Чоп, у місці відгалуження лінії до станції Ужгород-ІІ.
Розташований між станціями Ужгород та Струмківка.
Дата відкриття поста наразі не встановлена.
Має виключно технічне значення, приміські поїзди не зупиняються. Платформ немає.